# Ausonio (prefetto del pretorio)
Ausonio (in latino: Auxonius; fl. 362-369) è stato un politico romano.
Fu corrector Tusciae nel 362; in tale qualità fu il destinatario di una legge dell'imperatore Giuliano sugli amministratori cittadini fraudolenti.
Nel 365 ricoprì l'incarico di vicarius Asiae, come attestato da una legge.
Tra il 367 e il 369 ricoprì il prestigioso incarico di Prefetto del pretorio d'Oriente.